# تأخر بدء الرضاعة
تأخّر بدء الرضاعة (بالإنجليزية: Delayed onset of lactation)‏ يُشير إلى غياب إفراز الحليب بكميات كبيرة (بدء الرضاعة) في الساعات الـ 72 الأولى بعد الولادة. يؤثر على حوالي 20-40% من النساء المرضعات، وتختلف النسبة بين مختلف الفئات السكانية.
بدء الرضاعة ، الذي يُشار إليه أيضًا بالمرحلة الثانية من تكوين الحليب أو التنشيط الإفرازي، هو أحد المراحل الثلاث لعملية إنتاج الحليب. هذه المرحلة هي عندما يبدأ الإنتاج الغزير للحليب بعد ولادة طفل كامل المدة. تُحفّز بانخفاض مفاجئ في مستويات البروجيستيرون وارتفاع مستويات البرولاكتين بعد إخراج المشيمة بالكامل. المراحل الأخرى لإنتاج الحليب هي المرحلة الأولى من تكوين الحليب والمرحلة الثالثة من تكوين الحليب.
المرحلة الأولى من تكوين الحليب تشير إلى بدء قدرة الغدد الثديية على التصنيع، والتي تتمثل في بداية إنتاج اللبأ الذي يحدث أثناء الحمل. المرحلة الثالثة من تكوين الحليب تشير إلى الإمداد المستمر بالحليب الناضج من اليوم التاسع بعد الولادة، حتى الفطام.
تأخر بدء تكوين الحليب II يمكن أن يحدث نتيجة لعدة أسباب مرضية، نفسية، خارجية أو مزيج منها. يرتبط تأخر العملية بعدد من المضاعفات مثل فقدان الوزن المفرط للرضيع وانقطاع الرضاعة المبكر، مما يمكن أن يؤدي إلى نتائج غير مرغوب فيها للطفل والأم. يمكن معالجة هذه المشكلات من خلال تدخلات مختلفة تستهدف السبب الأساسي للتأخير.

## التشخيص

هيكل البروجيستيرون الكيميائي، وهو هرمون رئيسي في بدء الرضاعة

النساء اللاتي عانين من تأخر بداية الرضاعة  يبلّغن عن غياب علامات البداية المعتادة، بما في ذلك تورم الثدي، ثقل الثدي، والشعور بدخول الحليب إلى الثدي خلال الـ 72 ساعة الأولى بعد الولادة؛ ومع ذلك، تشير بعض التقارير إلى أن الإحساس بـ "دخول الحليب (إلى الثدي)" هو نتيجة لزيادة إنتاج الحليب بدلاً من ذلك.
سريريًا، قد يبحث أطباء التوليد عن علامات حيوية لتحديد بداية الرضاعة. بعض العلامات الحيوية الشائعة لتحديد التفعيل الإفرازي تشمل:
- انخفاض مستويات البروجيستيرون[8]
- زيادة تدفق الدم، واستهلاك الأوكسجين والجلوكوز[8]
- زيادة حادة في تركيز سترات ولاكتوز[8][9]
- ذروة مستويات البلازما α-لاكتالبومين
- انخفاض تركيز الصوديوم في حليب الثدي[10][11]

لاحظ أن تأخر بداية الرضاعة من النوع الثاني يختلف عن نقص مخزون الحليب، حيث يحدث بداية طبيعية للرضاعة ولكن يتم إنتاج الحليب بكميات صغيرة وغير كافية.

## الأسباب وعوامل الخطر
تأخر بداية إفراز الحليب يمكن أن يكون ناتجًا عن عدة عوامل، منها عوامل مرضية (مرتبطة بخلل في الوظائف الجسدية)، وعوامل نفسية، وعوامل خارجية (مثل طريقة الولادة أو عدم ملامسة الطفل للثدي مباشرة)، أو نتيجة تداخل بين هذه العوامل.
| الأسباب                                                                           | نوع العامل   |
| --------------------------------------------------------------------------------- | ------------ |
| - احتباس بقايا من المشيمة داخل الرحم - السمنة لدي الأم                            | عوامل مرضية  |
| - الولادة المصحوبة بالتوتر والضغط النفسي                                          | عوامل نفسية  |
| - ممارسات غير فعالة في الرضاعة الطبيعية - استخدام أدوية لتسكين الألم اثناء المخاض | عوامل خارجية |
| - الأم تلد للمرة الأولي                                                           | عوامل مشتركة |

### الفسيولوجيا المرضية

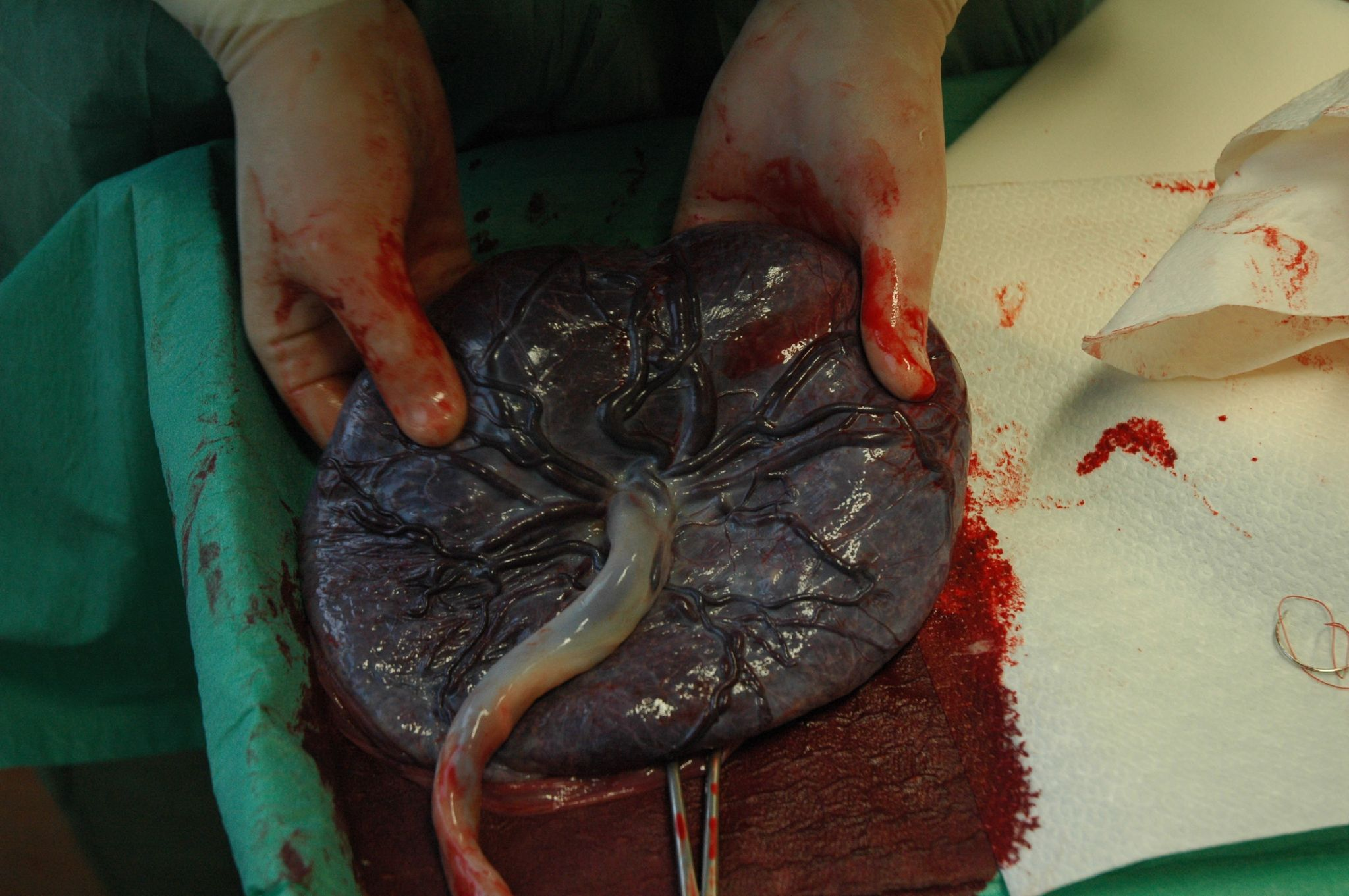
صورة للمشيمة التي تم إخراجها بعد الولادة. فشل إخراج المشيمة بالكامل يمكن أن يعيق بداية إفراز الحليب.

#### احتباس بقايا المشيمة
احتباس بقايا المشيمة هو نتيجة لفشل في إخراج المشيمة بالكامل، ويُساهم في تأخر بداية إفراز الحليب. تستمر الأجزاء المتبقية من المشيمة في إفراز هرمون البروجستيرون، مما يمنع الانخفاض الطبيعي في مستواه، وبالتالي يعيق بدء المرحلة الثانية من إنتاج الحليب.
وقد وُثِّقت بداية ناجحة لإفراز الحليب بعد إزالة بقايا المشيمة في العديد من الدراسات الحالة. كما أُشير إلى أن إجراء التوسيع والكحت له تأثير علاجي كبير لدى الأمهات اللاتي يعانين من تأخر إفراز الحليب نتيجة احتباس المشيمة.

#### سمنة الأم
أُبلِغ عن أن السمنة تُعد عامل خطر يرتبط بشكل كبير بتأخر بداية إفراز الحليب، رغم أن دراسات مختلفة أظهرت نتائج متباينة بشأن هذا الارتباط. وتُظهر تقارير ذات صلة أن نحو ثلث النساء اللاتي يعانين من زيادة الوزن أو السمنة واجهن تأخرًا في نزول الحليب، مقارنةً بحوالي سُدس النساء ذوات مؤشر كتلة الجسم الطبيعي.
وتُعزى إحدى النظريات وراء تأخر إنتاج كميات كبيرة من الحليب إلى أن هرمون البروجستيرون المخزن في الأنسجة الدهنية يؤدي إلى ارتفاع مستوياته لدى النساء المصابات بالسمنة أو زيادة الوزن. وهذا بدوره يتداخل مع الانخفاض الطبيعي في هرمون البروجستيرون بعد ولادة المشيمة، مما يعطل آلية تنشيط المرحلة الثانية من إنتاج الحليب.

وترتبط نظرية أخرى بتأخر المرحلة الثانية من إنتاج الحليب نتيجة كِبر حجم الثديين، وهو أمر يُلاحظ عادةً لدى النساء المصابات بالسمنة. فقد تواجه النساء ذوات الثدي الكبير صعوبة جسدية في إلتحام الطفل بالثدي في الرضاعة، كما أن وضعية الثديين الثقيلين على صدر الرضيع قد تُعيق الارتباط الفعّال. ويؤدي فشل الارتباط إلى ضعف المص لدى الرضيع، مما قد يُعيق الاستجابات العصبية الهرمونية، وبالتالي يعرقل إفراز الهرمونات المُحفزة لإنتاج الحليب، مما ينتج عنه تأخر في تنشيط الإفراز.

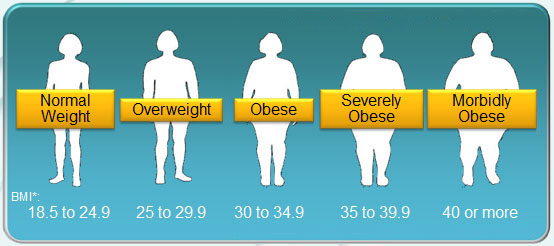
رسم بياني يظهر تصنيف مؤشر كتلة الجسم للسمنة وزيادة الوزن. الأمهات اللواتي يعانين من زيادة الوزن أو السمنة لديهن خطر أعلى في تجربة تأخر بداية إفراز الحليب.

### عوامل نفسية

#### الولادة المصحوبة بالتوتر والضغط النفسي
الإجهاد النفسي الذي تتعرض له الأم أثناء المخاض والولادة يمكن أن يؤدي إلى تأخر بداية إفراز الحليب. وتتأثر مستويات التوتر بعدة عوامل، منها طريقة الولادة، ومدة المخاض، ودرجة الألم بعد الولادة القيصرية.
تُشكّل الولادة القيصرية غير المُجدولة والمخاض المطول ضغطًا زائدًا على الأم والجنين. وفي هذه الحالات، يؤدي الإحساس العالي بالضغط إلى ارتفاع مستويات هرمون الكورتيزول في الجسم. هذا الارتفاع في هرمون التوتر يؤثر على إفراز الهرمونات المحفزة لإنتاج الحليب لدى الأم، مما يؤدي إلى تأخر بداية إفراز الحليب.
النساء اللاتي خضعن للولادة القيصرية أكثر عرضة لتأخر إفراز الحليب مقارنةً بالنساء اللاتي أنجبن عن طريق الولادة المهبلية. وقد يُعزى هذا الارتباط إلى الألم التالي للجراحة والضغط النفسي الناتج عن الولادة القيصرية الطارئة أو المخاض المطوّل. وبالمثل، أظهرت التقارير أن نسبة أكبر من الأمهات اللاتي أنجبن من خلال ولادة قيصرية طارئة لم ينجحن في أول محاولة للرضاعة الطبيعية، مقارنةً بالنساء اللاتي أنجبن ولادة مهبلية أو عن طريق ولادة قيصرية مُجدولة.
كما يمكن أن ينجم التوتر النفسي للأم عن الانفصال الطويل بينها وبين الرضيع بعد الولادة القيصرية، نتيجة سياسات المستشفى، حيث يتم نقل الرضيع إلى وحدة الرعاية الانتقالية أو إدخاله إلى قسم حديثي الولادة بسبب أمراض بسيطة. وفي كلا الحالتين، فإن فترة الانفصال الطويلة تُعد عائقًا كبيرًا أمام بدء الرضاعة الطبيعية.

### عوامل خارجية

#### ممارسات الرضاعة الطبيعية غير الفعالة
الممارسات غير الفعالة في الرضاعة الطبيعية من قبل الأمهات أو الرُضّع تؤثر أيضًا على بداية إفراز الحليب. ويُعد الاعتماد الكامل على الحليب الصناعي وسوء جودة الرضاعة الطبيعية من العوامل المساهمة في تأخر نزول الحليب.
الأمهات اللٰتي يُرضعن أطفالهن بالحليب الصناعي فقط منذ الولادة قد لا يحصلن على التحفيز العصبي-الهرموني الكافي اللازم لبدء إفراز الحليب في الوقت المناسب، نظرًا لأن مصّ الرضيع المتكرر يُظهر تأثيرًا منشطًا على تنشيط الإفراز.
وفي الوقت نفسه، فإن جودة الرضاعة الطبيعية خلال أول 48 ساعة بعد الولادة، والتي يُستدل عليها من علامات مثل انزعاج الحلمة، ترتبط عكسيًا بتأخر نزول الحليب. ويمكن تفسير هذا الارتباط بضعف تحفيز الحلمة وعدم تفريغ الثدي بشكل كافٍ لتنشيط المرحلة الثانية من إنتاج الحليب، نتيجة انخفاض جودة الرضاعة الطبيعية.

#### أدوية تسكين ألم المخاض
تلقّي الأدوية المسكنة للألم أثناء المخاض يزيد من احتمال تعرض الأمهات لتأخر نزول الحليب بحوالي 2 إلى 3 مرات مقارنةً بالنساء اللاتي لم يتلقين هذه الأدوية، مع ارتفاع معدل تأخر إفراز الحليب بين الأمهات اللاتي خضعن لولادة قيصرية غير متوقعة.
وعلى الرغم من أن العلاقة بين هذه الأدوية وتأخر إفراز الحليب لم تثبت بشكل قاطع بعد، إلا أن هناك آليتين مقترحتين لتفسير كيفية تأثير إعطاء هذه الأدوية على تأخر البداية. الأولى أن معظم الأدوية المسكنة تذوب في الدهون، ما يعني أن جزيئات الدواء يمكن أن تصل إلى الجنين عبر المشيمة أو من خلال الحبل السري. وقد يؤدي ذلك إلى تأثير مُخدّر ومُثبّط على الجنين، مما قد يسبب سلوك رضاعة غير مثالي، مثل ضعف المص وانخفاض القدرة على الالْتِقام الفعّال للثدي، وهو ما قد يُعيق بدء الرضاعة الطبيعية.
أما التفسير الآخر، فهو أن إعطاء التخدير فوق الجافية يرتبط بانخفاض مستويات هرمون الأوكسيتوسين في دم الأم، مما يقلل من منعكس قذف الحليب.

### عوامل مختلطة

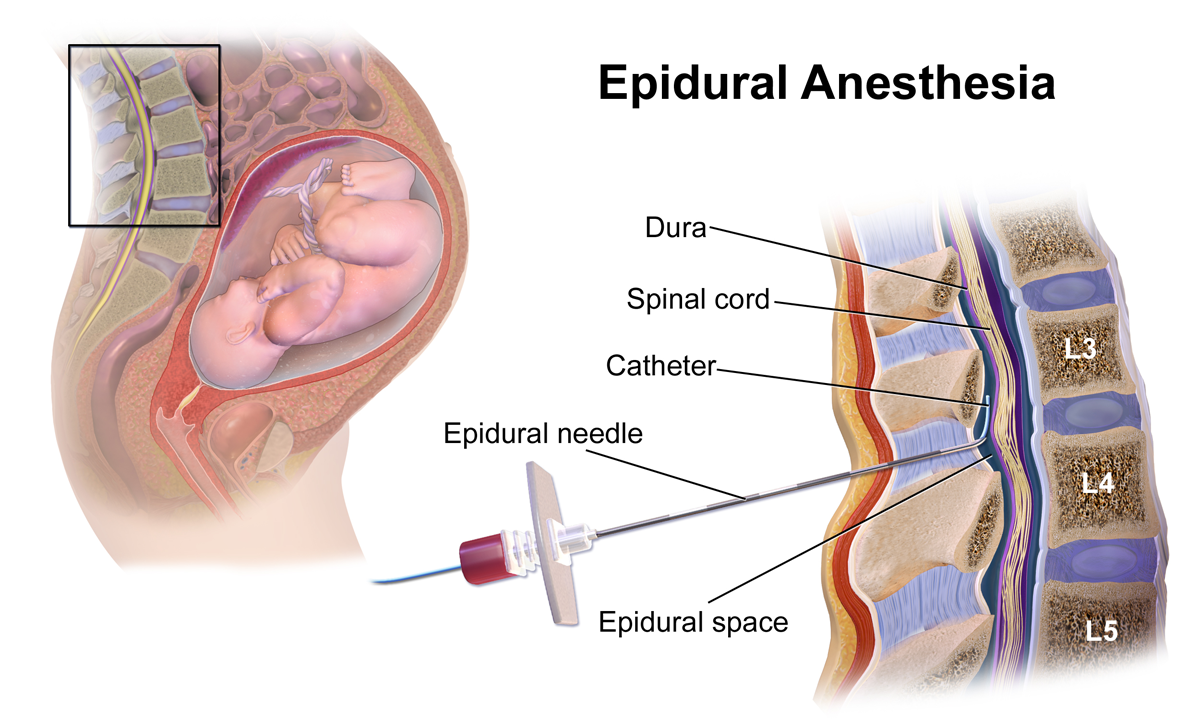
إعطاء التخدير فوق الجافية، وهو إجراء شائع لتخفيف الألم أثناء المخاض

#### الولادة الأولي
الولادة لأول مرة تُعد من أبرز عوامل الخطر المرتبطة بتأخر بداية إفراز الحليب. وقد لوحظ أن انتشار هذه الحالة بين النساء اللواتي يلدن لأول مرة أعلى بشكل ملحوظ مقارنةً بالنساء اللواتي سبق لهن الإنجاب.
وعلى الرغم من أن الآلية الكاملة وراء هذا الارتباط غير واضحة تمامًا، إلا أن ذلك قد يُعزى أو يرتبط جزئيًا إلى نقص خبرة الأم في الرضاعة الطبيعية أو ضعف معرفتها الفسيولوجية بآليات إفراز الحليب، بالإضافة إلى طول مدة المخاض. كما تُعد الولادة لأول مرة من عوامل الخطر المرتبطة بالمخاض المطوّل، والذي يرتبط بألم ولادة أشد وامتداد المرحلة الثانية من المخاض، مما قد يؤدي إلى زيادة التوتر النفسي لدى الأم وبالتالي تأخر بداية إفراز الحليب.

## الآثار المرتبطة
الولادة لأول مرة تُعد من أبرز عوامل الخطر المرتبطة بتأخر بداية إفراز الحليب. وقد لوحظ أن انتشار هذه الحالة بين النساء اللواتي يلدن لأول مرة أعلى بشكل ملحوظ مقارنةً بالنساء اللواتي سبق لهن الإنجاب.

وعلى الرغم من أن الآلية الكاملة وراء هذا الارتباط غير واضحة تمامًا، إلا أن ذلك قد يُعزى أو يرتبط جزئيًا إلى نقص خبرة الأم في الرضاعة الطبيعية أو ضعف معرفتها الفسيولوجية بآليات إفراز الحليب، بالإضافة إلى طول مدة المخاض. كما تُعد الولادة لأول مرة من عوامل الخطر المرتبطة بالمخاض المطوّل، والذي يرتبط بألم ولادة أشد وامتداد المرحلة الثانية من المخاض، مما قد يؤدي إلى زيادة التوتر النفسي لدى الأم وبالتالي تأخر بداية إفراز الحليب.

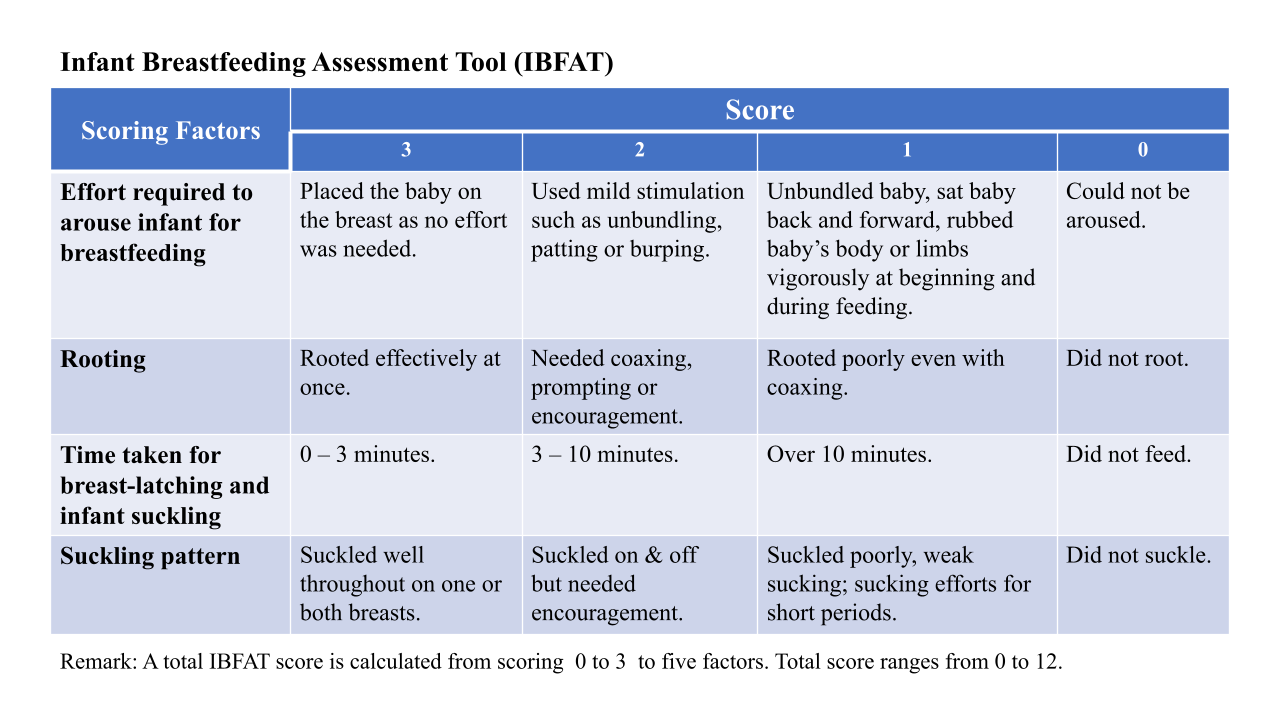
أداة تقييم رضاعة الرضيع الطبيعية تُستخدم لتقييم جودة الرضاعة الطبيعية.

### سلوك الرضاعة الطبيعية غير المثالي للرضيع
أظهرت الدراسات أن سلوك الرضاعة غير المثالي شائع بين الرضع الذين تعاني أمهاتهم من تأخر إنتاج الحليب بكميات كبيرة. في معظم هذه الدراسات، يُشار إلى سلوك الرضاعة غير المثالي من خلال انخفاض نتيجة أداة تقييم الرضاعة الطبيعية للرضيع. وهذا يشير إلى وجود ارتباط بين تأخر نزول الحليب وقلة استهلاك الحليب، مما قد يؤدي إلى نقص في التغذية للرضيع على المدى الطويل، ويؤدي إلى نمو وتطور غير مثالي.

### فقدان الوزن المفرط لدي المولود
يُلاحظ فقدان وزن الرضع بنسبة تزيد عن 10% من وزن الولادة الأولي خلال الـ 72 ساعة الأولى من الحياة في الرضع الذين تعاني أمهاتهم من تأخر بداية إفراز الحليب. على الرغم من أن فقدان الوزن لدى حديثي الولادة يُعد عملية فسيولوجية طبيعية حيث يقوم الرضيع بإخراج السوائل الزائدة خارج الخلايا التي تراكمت قبل الولادة، فإنه عادةً لا ينبغي أن يتجاوز 10% من وزن الولادة. ومع تأخر إفراز الحليب، من المرجح أن يكون فقدان الوزن المفرط دليلاً ونتيجة لضعف نقل الحليب، مما قد يؤدي بدوره إلى تقليل إنتاج الحليب بسبب تثبيط إفراز الحليب الناتج عن الملاحظات الراجعة.

### فترة الرضاعة الطبيعية القصيرة
تأخر بداية إفراز الحليب من النوع الثاني يرتبط بتوقف الرضاعة الطبيعية في وقت مبكر، وانخفاض ثقة الأم في قدرتها على إنتاج الحليب. وهذا يؤدي في النهاية إلى الانتقال المبكر إلى الحليب الصناعي. على الرغم من أن التغذية من الحليب الصناعي تكافئ وتكفي للنمو الجسدي الطبيعي للرضيع، إلا أن حليب الأم يظل المصدر الأفضل لتغذية الرضع.
وقد أوصت منظمة الصحة العالمية بالرضاعة الطبيعية الحصرية حتى بعد ستة أشهر من الولادة، لتحقيق صحة مثالية للرضيع. واحدة من الأسباب التي تدعم هذا الاقتراح هي أن الحليب الصناعي لا يدعم بشكل كامل المسار الطبيعي لتطور الأنسجة الدهنية، كما يظهر في التغيرات في تركيبة الجسم للرضع الذين يتغذون على الحليب الصناعي مقارنة بالرضع الذين يتغذون على حليب الأم. كما أن التغذية بالحليب الصناعي مرتبطة بنتائج صحية سلبية في البلدان الأقل تطورًا، مع زيادة في الوفيات بسبب الإسهال والالتهاب الرئوي لدى الرضع الذين يتغذون على الحليب الصناعي مقارنة بالرضع الذين يتغذون على حليب الأم، بسبب انتشار التحضير غير الصحي، والأدوات غير النظيفة، ونقص المياه النظيفة.

## الإدارة
عندما يُشتبه في تأخر بداية إفراز الحليب، يجب أن تكون التدخلات مدفوعة بالسبب، مع هدف مشترك لتحسين أداء الرضاعة. تشمل الاستراتيجيات الاستشارة في الرضاعة الطبيعية، وإزالة الحليب بانتظام من الثديين، وتحفيز الحلمات أو الإجراءات الجراحية لإزالة المشيمة المحتبسة.

### استشارة الرضاعة
غالبًا ما تُحال الأمهات اللاتي يعانين من صعوبات في الرضاعة إلى استشاريي الرضاعة المرتبطين بوحدة الأمومة أو إلى مراكز صحة الطفل والأسرة. يقدم استشاري الرضاعة مساعدة في الرضاعة الطبيعية، وتدريبهن، ونصائح للأمهات والرضع الذين يواجهون تحديات أثناء الرضاعة.
على سبيل المثال، يقدم الاستشاريون تدريبًا على مص الثدي. وهي تقنية خاصة تهدف إلى مساعدة الرضع الذين يواجهون صعوبات في التنسيق مع حركة اللسان لتعلم التنسيق الصحيح للعضلات أثناء الرضاعة.
بالإضافة إلى ذلك، يمكن لهؤلاء الخبراء المدربين التدخل من خلال دعم الأمهات في تحديد أهداف الرضاعة الطبيعية طويلة المدى، وكذلك تقديم المساعدة العملية في الرضاعة. كما لوحظ أن النساء البدينات واللواتي خضعن لعمليات قيصرية طارئة قد لا يقمن بالرضاعة الطبيعية بسبب الخوف من تأخر بداية إفراز الحليب أو فشل الرضاعة. في مثل هذه الحالات، يمكن بدء الرضاعة الطبيعية الفعالة والمستدامة في بيئة داعمة، والتي يمكن تحقيقها من خلال توفير جلسات عاطفية وإخبارهن بكميات الكولوستروم القليلة التي تفرز في اليوم الأول بعد الولادة، لزيادة ثقتهن في الرضاعة الطبيعية.

### الإزالة المنتظمة للحليب وتحفيز الحلمة

يتم إجراء التوسيع والكحت لإزالة بقايا المشيمة الملتصقة بشدة، وذلك لاستعادة انخفاض مستوى هرمون البروجستيرون من أجل بدء إفراز الحليب.

يُحافظ على الرضاعة من خلال الإيداع الروتيني للحليب وتحفيز الحلمات، مما يؤدي إلى إفراز البرولاكتين والأوكسيتوسين من الغدد النخامية. يتم تشجيع النساء على إزالة الحليب من ثدييهن كل ساعتين إلى ثلاث ساعات للحفاظ على إمداد ثابت من الحليب.
تشمل الطرق الفعالة لتفريغ الثديين استخدام مضخة حليب من نوع المستشفى، حيث أن فعل الضخ يعزز التفريغ الكامل للثدي وتحفيز الثدي. يجب أن تبدأ هذه العملية حوالي اليوم الثالث بعد الولادة لزيادة فرصة النجاح في بدء إفراز الحليب.

يمكن أيضًا تحقيق تحفيز الحلمات من خلال التوقف عن العلاج بالإستروجين والمكملات. يمكن أن يقلل علاج الإستروجين من حساسية الحلمات، مما يؤدي إلى تقليل إفراز البرولاكتين. لذلك، يمكن أن يؤدي توقف العلاج بالإستروجين إلى استعادة حساسية الحلمات تجاه مص الرضيع، مما ينشط إفراز الهرمونات المساعدة على إفراز الحليب.

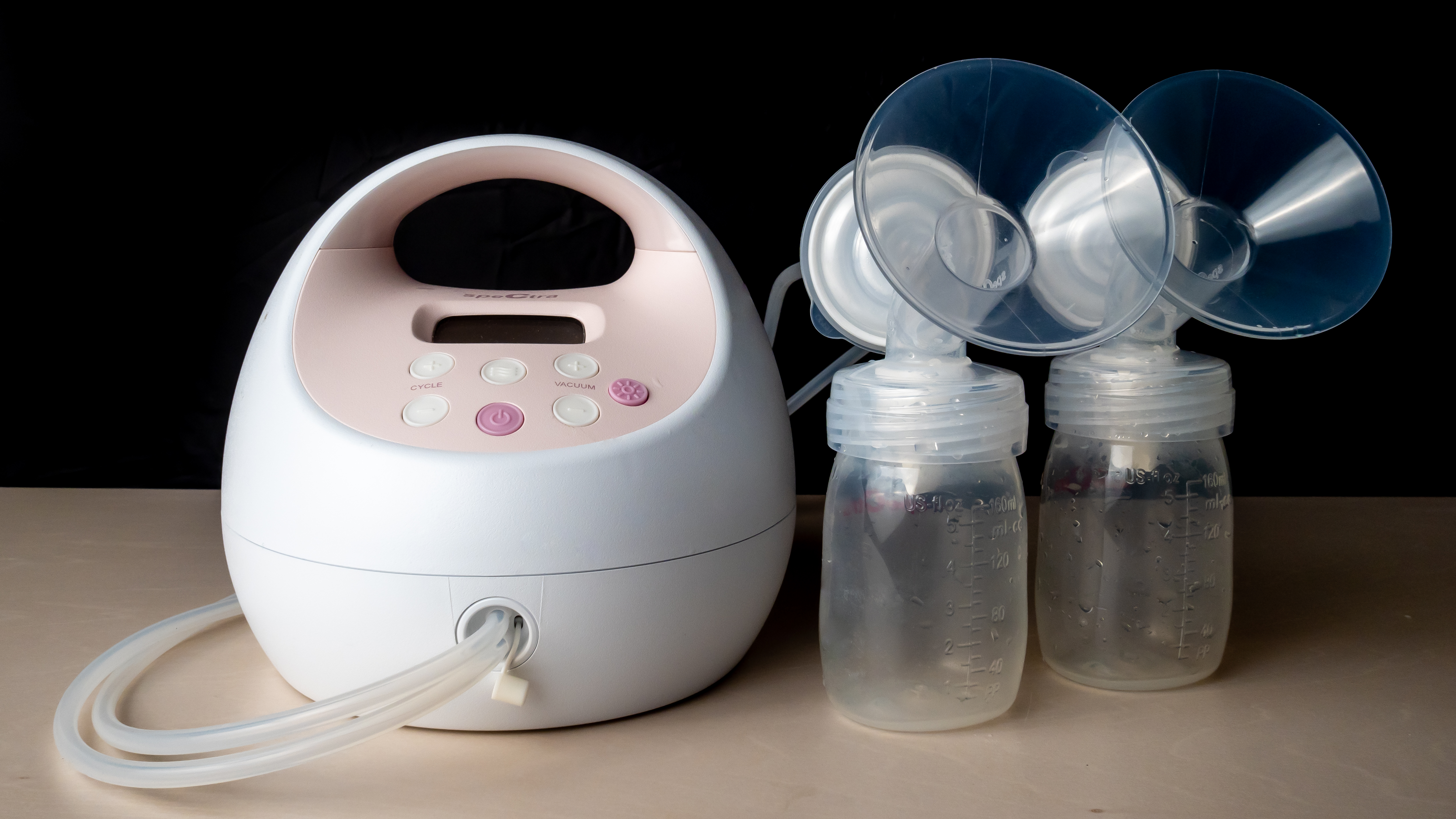
تفريغ الثدي باستخدام مضخات الثدي يمكن أن يزيد من فرصة نجاح بدء إنتاج الحليب.

### إزالة بقايا المشيمة
إزالة أجزاء المشيمة ضرورية عندما لا يمكن إخراج المشيمة بواسطة الانقباضات الطبيعية للرحم، ويمكن توضيح ذلك من خلال سيناريوهين يتطلبان طرق علاج مختلفة.
في الحالات التي فُصِلت فيها  أجزاء من المشيمة عن الرحم ولكن لم يتم إخراجها بعد، يتم إجراء الاستخراج اليدوي عن طريق سحب المشيمة المنفصلة يدويًا لإخراجها من الجسم. أما في الحالات التي تكون فيها أجزاء المشيمة ملتصقة بإحكام بجدار الرحم، فإن التوسيع والكحت هو الطريقة العلاجية النهائية والمفضلة. بمجرد إزالة المشيمة المتبقية، ستتمكن الأم من استعادة الانخفاض المتوقع في مستوى البروجيستيرون وبدء بداية الرضاعة.

## روابط خارجية
- "Breastfeeding help and support" هيئة الخدمات الصحية الوطنية
- "Breastfeeding" US Centers for Disease Control and Prevention
- International Lactation Consultant Association